# Reiter
Reiter je priimek več oseb:
- Maks Andrejevič Reiter, sovjetski general
- Uroš Reiter, slovenski arhitekt
- Hans Reiter, SS-častnik
- Hans Conrad Julius Reiter, nemški zdravnik